# SC-04G
ドコモ スマートフォン Galaxy S6 edge SC-04G（ドコモ スマートフォン ギャラクシー エスシックス エッジ エスシーゼロヨンジー）は、韓国のサムスン電子によって開発された、NTTドコモの第4世代移動通信システム（PREMIUM 4G）・第3.9世代移動通信システム（Xi）・第3世代移動通信システム（FOMA）対応端末である。ドコモ スマートフォン（第2期）のひとつ。

## 概要
SC-04Fの後継機種で、兄弟機種のSC-05Gと同じくPREMIUM 4G対応スマートフォン第1弾となる。
SC-01Gと同様に曲面ディスプレイを搭載しており、通常の利用時にはデュアルエッジスクリーン部分も含めた全体でアプリが表示される。なお、SC-01Gと異なりアプリランチャー機能は搭載されていない。 
他にも、日本独自機能としてワンセグ・フルセグ・NOTTV・おサイフケータイを搭載しているが、防水・防塵性能は装備されていない。また、au版のSCV31とソフトバンク版の404SCはストレージ容量が32GBと64GBの2種類用意されているが、本機種は64GBのみとなる。
キャッチコピーは「美しさが、時代を創る。」。

## 主な機能
| 主な対応サービス                                | 主な対応サービス                                      | 主な対応サービス                     | 主な対応サービス                                                    |
| ----------------------------------------------- | ----------------------------------------------------- | ------------------------------------ | ------------------------------------------------------------------- |
| タッチパネル/加速度センサー                     | PREMIUM 4G/Xi/FOMAハイスピード/VoLTE                  | Bluetooth                            | DCMX/おサイフケータイ/NFC/かざしてリンク/赤外線/トルカ/おくだけ充電 |
| ワンセグ/フルセグ/モバキャス                    | メロディコール                                        | テザリング                           | WiFi IEEE802.11a/b/g/n/ac                                           |
| GPS                                             | ドコモメール/電話帳バックアップ                       | デコメール/デコメ絵文字/デコメアニメ | iチャネル                                                           |
| エリアメール/ソフトウェアーアップデート自動更新 | デジタルオーディオプレーヤー(WMA・MP3他)/ハイレゾ音源 | GSM/3Gローミング(WORLD WING)         | フルブラウザ/Flash Player                                           |
| Google Play/dメニュー/dマーケット               | Gmail/Google Talk/YouTube/Picasa                      | バーコードリーダ/名刺リーダ          | ドコモ地図ナビ/ドコモ ドライブネット/Google Maps/ストリートビュー   |

## 歴史
- 2015年3月1日（現地時間） - スペイン・バルセロナの携帯電話展示会「Mobile World Congress 2015」にてサムスン電子よりグローバルモデル発表。この時点で日本国内での販売も予告されていた[7]。
- 2015年4月8日 - NTTドコモ及びサムスン電子より公式発表[8]。
- 2015年4月23日 - 発売開始。
- 2016年3月17日 - Android 6.0.1へアップデート開始。
- 2017年6月5日 - Android 7.0へアップデート開始。

## アップデート・不具合など
2015年4月23日のアップデート
- 一部特定のWi-Fiエリアにおいて、Wi-Fiアイコンが表示されながらもWi-Fi通信を行わず、3G/LTE通信を行う場合がある不具合を修正する。
- ビルド番号がLRX22G.SC04GOMU1AOCPからLRX22G.SC04GOMU1AOD2になる。

2015年5月14日のアップデート
- 画面を回転させた際、正しく表示されない場合がある不具合を修正する。
- ビルド番号がLRX22G.SC04GOMU1AOCP、LRX22G.SC04GOMU1AOD2からLRX22G.SC04GOMU1AOE1になる。

2015年7月29日のアップデート
- 特定の条件下において、着信拒否が正常に動作しない問題を修正

2015年9月10日のアップデート
- 伝言メモが正常に再生されない場合がある問題を修正

2016年2月1日のアップデート
- FeliCaが認識されない場合がある問題を修正

2016年3月17日のアップデート
- OSバージョンアップ
- ビデオコール時、「自画像を非表示」の設定が正常に動作しない場合がある問題を修正

2016年6月20日のアップデート
- セキュリティ更新

2016年10月27日のアップデート
- 特定の条件下で文字入力時の予測変換が正しく表示されない問題を修正

- セキュリティ更新

2017年1月31日のアップデート
- セキュリティ更新

2017年6月5日のアップデート
- OSバージョンアップ
- アプリをアンインストールすると、まれに携帯電話（本体）が再起動する問題を修正
- セキュリティ更新

2017年7月20日のアップデート
- 設定からデータ初期化をした際、まれにGoogleアカウントの入力を求められる問題を修正
- セキュリティ更新

2018年1月9日のアップデート
- 品質の改善
- セキュリティ更新